# Resolutie 2025 Veiligheidsraad Verenigde Naties
Resolutie 2025 van de Veiligheidsraad van de Verenigde Naties werd unaniem aangenomen door de VN-Veiligheidsraad op 14 december 2011. De resolutie verlengde de reisbeperkingen, financiële sancties, het wapenembargo en het panel van experts dat op die maatregelen toezag in Liberia met twaalf maanden.

## Achtergrond
Na de hoogtijdagen onder het decennialange bestuur van William Tubman, die in 1971 overleed, greep Samuel Doe de macht. Diens dictatoriale regime ontwrichtte de economie en er ontstonden rebellengroepen tegen zijn bewind, waaronder die van de latere president Charles Taylor. In 1989 leidde de situatie tot een burgeroorlog waarin de president vermoord werd. De oorlog bleef nog doorgaan tot 1996. Bij de verkiezingen in 1997 werd Charles Taylor verkozen en in 1999 ontstond opnieuw een burgeroorlog toen hem vijandige rebellengroepen delen van het land overnamen. Pas in 2003 kwam er een staakt-het-vuren en werden VN-troepen gestuurd. Taylor ging in ballingschap en de regering van zijn opvolger werd al snel vervangen door een overgangsregering. In 2005 volgden opnieuw verkiezingen en werd Ellen Johnson-Sirleaf de nieuwe president.

## Inhoud

### Waarnemingen
De heropbouw van Liberia bleef gestaag vooruitgaan, al was onder meer de overheidscontrole op de goudproductie nog voor verbetering vatbaar.
De UNMIL-vredesmacht speelde een belangrijke rol in het onder controle brengen van het gehele land, en vooral de regio's waar diamant, goud, hout en andere grondstoffen gewonnen werden, alsook de grensstreken.
Liberia kreeg ook felicitaties voor de presidentsverkiezingen van 8 november, die vrij, eerlijk en transparant waren verlopen.
Wel was er enige zorg over geweld dat op 7 november had plaatsgevonden.
Liberia had een onafhankelijke onderzoekscommissie aangesteld om de verantwoordelijken te vinden.

### Handelingen
De financiële sancties opgelegd in 2004 bleven van kracht. Men vond dat de uitvoering ervan achterwege bleef en eiste dat Liberia zijn verplichting ter zake nakwam.
De reisbeperkingen en het wapenembargo, opgelegd in 2003 middels resolutie 1521, werden met twaalf maanden verlengd. Na afloop van die periode zouden deze herbekeken worden, in functie van de verdere stabilisering van het land en het houden van parlementsverkiezingen.
Het mandaat van het panel van experts dat schendingen van deze sancties onderzocht werd eveneens met twaalf maanden verlengd.
Ten slotte moesten de UNMIL- en de UNOCI-vredesmachten hun operaties blijven coördineren in de grensstreek tussen Liberia en Ivoorkust.

## Verwante resoluties
- Resolutie 1961 Veiligheidsraad Verenigde Naties (2010)
- Resolutie 2008 Veiligheidsraad Verenigde Naties (2010)
- Resolutie 2045 Veiligheidsraad Verenigde Naties (2012)
- Resolutie 2066 Veiligheidsraad Verenigde Naties (2012)

Lijst ·  1967 ·  1968 ·  1969 ·  1970 ·  1971 ·  1972 ·  1973 ·  1974 ·  1975 ·  1976 ·  1977 ·  1978 ·  1979 ·  1980 ·  1981 ·  1982 ·  1983 ·  1984 ·  1985 ·  1986 ·  1987 ·  1988 ·  1989 ·  1990 ·  1991 ·  1992 ·  1993 ·  1994 ·  1995 ·  1996 ·  1997 ·  1998 ·  1999 ·  2000 ·  2001 ·  2002 ·  2003 ·  2004 ·  2005 ·  2006 ·  2007 ·  2008 ·  2009 ·  2010 ·  2011 ·  2012 ·  2013 ·  2014 ·  2015 ·  2016 ·  2017 ·  2018 ·  2019 ·  2020 ·  2021 ·  2022 ·  2023 ·  2024 ·  2025 ·  2026 ·  2027 ·  2028 ·  2029 ·  2030 ·  2031 ·  2032